# Kamaliya
Kamalia (de son vrai nom Natalya Viktorovna Zakhour, née Chmarenkova, en russe: Наталья Викторовна Захур)  est une chanteuse de pop ukrainienne, actrice, modèle et auteure-interprète née le 18 mai 1977 dans l'Oblast de Tchita, en Transbaïkalie, RSFSR, Union soviétique.

## Enfance et jeunesse
Née dans une famille de militaires, Kamaliya a trois ans lorsque sa famille déménage à Budapest à la suite d'une nouvelle affectation de son père. 
Son intérêt précoce pour la musique et la danse se révèle à Lvov, où sa famille déménage plus tard, et où elle prend des cours de violon et d'opéra et prend part à de nombreux concerts dans son école. Remarquée pour ses efforts, elle est invitée à chanter pour le groupe de musique folklorique ukrainienne Halystska Perlyna.

## Carrière
En 1993, Kamaliya se produit au festival Tchervona Routa (Ukraine), puis gagne le concours télévisuel Chance-Stars à Moscou la même année. 
En 1997, elle publie son premier album, Techno Style (russe: В Стиле Техно), et un premier clip éponyme. 
Entre 1999 et 2000, Kamaliya compose plus de 50 chansons, et travaille sur son album It is Love. Sa chanson It is Love gagne le premier prix du Hit Parade national.  
En 2001, Kamaliya fonde le centre "Kamaliya", qui organise des concerts de galas et des programmes variés avec la participation de vedettes urkainiennes, russes et autres.  
Kamaliya a participé aux éditions 2011, 2012, 2013, 2014, 2015, 2016 et 2017 des YUNA Music Awards en Ukraine, dont un duo avec le chanteur allemand Thomas Anders sur le titre No Ordinary Love.
Kamaliya se produit régulièrement aux Gay Prides en Allemagne, en Grande-Bretage, en Irlande et en Hollande.

### Concours de beauté
Kamalyia a remporté les concours de beauté "Miss South Ukraine" et "Miss Open - Odessa" en 2003.
Le 30 juin 2008, Kamaliya remporte le concours "Mrs. World", qui a lieu à Kaliningrad, en Russie.
En 2009, elle est au Vietnam pour transmettre la tiare à la gagnante de Miss World 2009, la russe Victoria Radochinskaya.

### Musique
Kamaliya débute sur les Classements musicaux anglais en décembre 2011 avec son single Crazy in My Heart, mixé par le duo britannique Digital Dog.
Son second single en Grande-Bretagne, sorti le 26 février 2012, est Rising UP, dans lequel figurent l'ensemble britannique Cahill et les Américiains wizards Soulseekerz. Le clip du single est tourné à Miami par Paul Boyd, dans une villa de luxe qui a notamment servi à la série Les Experts: Miami.
Son premier album, Kamaliya sort le 7 août 2012 en Grande-Bretagne. Il est distribué digitalement en ligne, ainsi que gratuitement à l'achat d'un numéro d'OK! Magazine.
Kamaliya publie son deuxième album, Club Opera, écrit et produit par Uwe Fahrenkrog-Petersen et DSign Music. Quatre singles précèdent sa sortie: Butterflies (2012), I'm Alive (2013), Love Me Like (2013) et Never Wanna Hurt You (Bad Love, Baby (2013).
En 2015, elle enregistre un simple avec Jose Carreras pour son concert à Brunswick, en Allemagne. Elle continue parallèlement sa collaboration avec Uwe Fahrenkrog-Petersen, et publie en mars 2016 Timeless, le premier single de son album éponyme. Timeless est numéro pendant huit semaines en Autriche et en Hollande, et dans le top 15 en Allemagne et en Suisse.
Sa collaboration avec Uwe Fahrenkrog-Petersen atteint son paroxysme avec Aphrodite, qui atteint la deuxième position en Allemagne et en Espagne, et sur le classement iTunes en Autriche et en Turquie.
En février 2017, pour marquer le trentième anniversaire du succès Sign Your Name de Sananda Maitreya, Kamaliya présente sa version de cette chanson aux YUNA Music Awards. Cet hommage, produit par le producteur anglais Stuart Epps, se classe quatrième en dans le classeement iTunes italien en juin 2017.
En juillet 2017, l'album Timeless sort dans les bacs. Aux côtés de Timeless et Aphrodite, les singles Make Me Feel et On My List obtiennent de bons résultats aux tops européens, notamment Make Me Feel qui se classe numéro en Irlande.
Octobre 2017 voit la sortie légèrement modifiée de Who's Gonna Love You Tonight, un single tiré de l'album Club Opera sorti en 2013.
En 2018, Kamaliya sort Рiки Кохання (Riky Kokhannya Des années d'amour) une version ukrainienne de Timeless, suivie de Самба Тропикана (Samba Tropikana). Elle reçoit un disque d'or en Autriche pour son single I'm alive, suivi d'un autre disque d'or en 2019 pour le single Timeless.

### Albums
- Techno Style (1997) (Techno)
- Kamaliya, with Love (2001) (Dance)
- Year of the Queen (2007) (Dance, Pop)
- Kamaliya (2012) (Eurodance en anglais et en russe)
- Club Opera (2013) (Dance, Eurodance, Trance, Electronic, Lirica)
- Timeless (2017)

### Singles
- Crazy in My Heart (2011)
- No Ordinary Love (2012, avec Thomas Anders)
- Rising Up (2012)
- Arrhythmia (2012)
- Butterflies (2012)
- I'm Alive (2013)
- Love Me Like (2013)
- Never Wanna Hurt You (Bad Love, Baby) (2014)
- Timeless (2016)
- Who’s gonna love you tonight (2017)
- Aphrodite (2017)
- Sign Your Name (2017)
- Make Me Feel (2017)
- Wild Child (2017)
- Legend(2017, avec Anne Judith Stokke Wik)
- Ріки кохання (Timeless - version ukrainienne (2018)

### Clips Vidéos
- Ангел снов
- Пока нет лета
- От заката до рассвета
- Таке ніжне почуття
- Метель
- Год были вдвоем
- Зонтик
- Скорый поезд
- Boom-Boom
- Ты - просто привычка
- Вдвоем
- Crazy in My Heart
- Rising Up
- No Ordinary Love
- Arrhythmia
- Butterflies
- I'm Alive
- Love Me Like
- Never Wanna Hurt You (Bad Love, Baby)
- Timeless
- Timeless (Dutch Version)
- Who's Gonna Love You Tonight
- Aphrodite
- Sign Your Name
- Рiки Кохання (Timeless - Ukrainian version)

### Cinéma et télévision
En 2009, Kamaliya interviewe des célébrités dans l'émission Coffee with Kamaliya.
Elle joue son premier rôle au cinéma dans la comédie russe Muzh Moeï Vdovy (russe: Муж моей вдовы, le mari de ma veuve), du réalisateur Leonid Gorovets, qui sort en Ukraine et en Russie le 1er avril 2010.
Elle apparaît également dans le film d'action américain Officer Down en 2013 dans lequel elle interprète le rôle de Katya, ainsi que dans le film de science-fiction Mantera où elle interprète l'un des rôles principaux. 
En 2018, elle tourne dans le film What About Love, où elle donne la réplique à Sharon Stone, Andy Garcia et José Coronado. La sortie du film est prévue pour 2020.
Kamaliya est également apparue dans de nombreuses séries et téléfilms, telles que I otsy i deti (russe: И отцы, и дети), Effekt Bagarne (russe: Эффект Багарне) et Million do neba (russe: Миллион до неба). 
On la retrouve aussi dans des émissions de télé-réalités, comme Les riches pleurent aussi  (russe: Богатые тоже плачут) diffusée en Ukraine, mais aussi Meet the Russians (FOX), The lifestyle of the Rich and Famous (NBC), How The Other Half Live (Channel 5). 
En 2017, elle prend part à la version ukrainienne de Dancing with the stars. 

## Famille

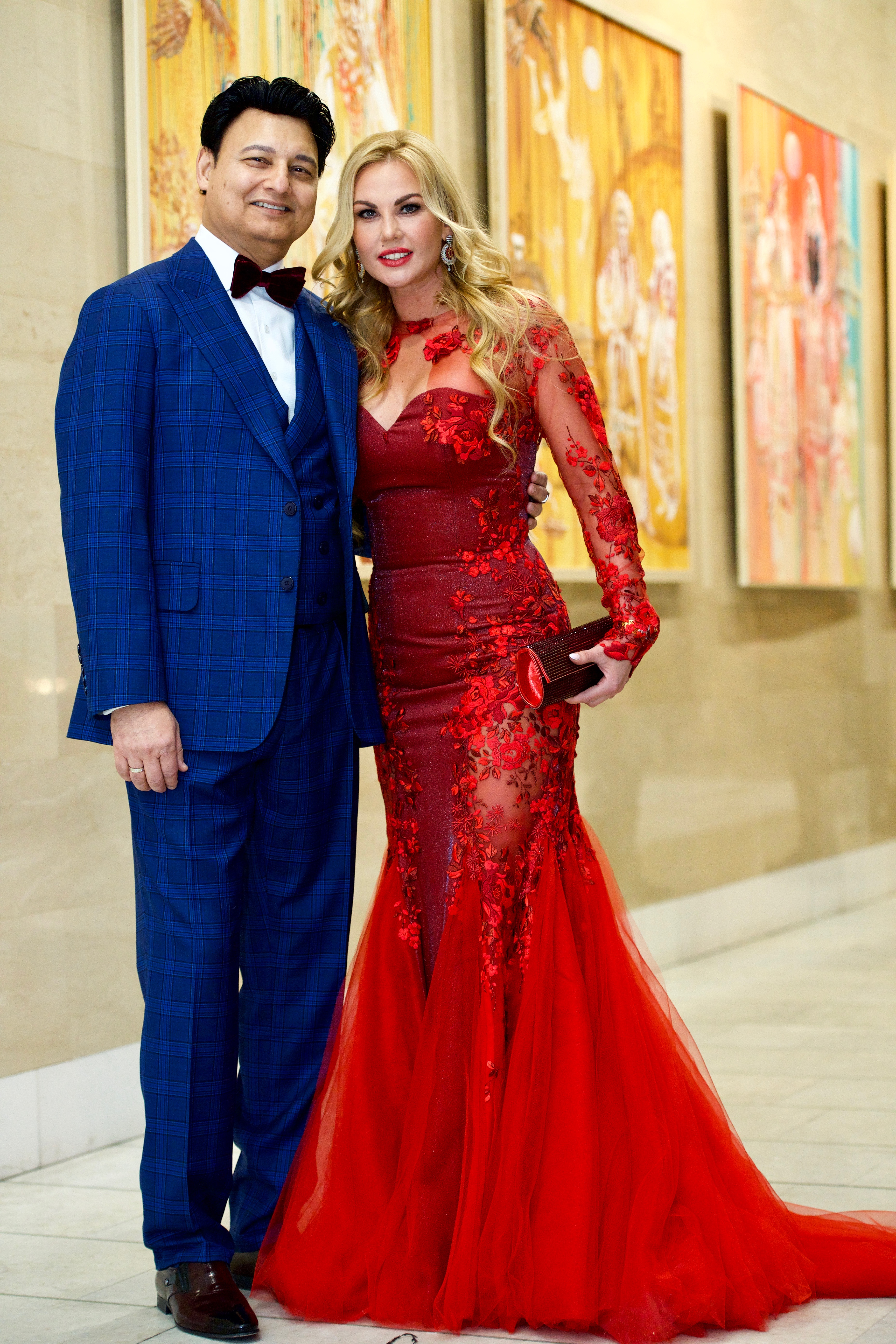
Kamalia et Mohammad Zahur

Kamaliya est depuis 2003 l'épouse de l'homme d'affaires pakistanais et britannique Mohammad Zahoor.
Le 6 septembre 2013, elle donne naissance à deux jumelles, Arabella et Mirabella.